# Cutts-Madison House
Das Cutts-Madison House (auch bekannt als Dolley Madison House) ist ein Wohnhaus im Kolonialstil an 721 Madison Place NW in Washington, D.C. Das Haus ist vor allem als Wohnsitz der früheren First Lady Dolley Madison bekannt, die hier von November 1837 bis zu ihrem Tod im Juli 1849 lebte.
Das Cutts-Madison House wurde als Contributing Property des Lafayette Square Historic District am 29. August 1970 in das National Register of Historic Places mit der Nummer 70000833 aufgenommen. Bereits im Mai 1970 war dieser Historic District inklusive des Cutts-Madison House als National Historic Landmark anerkannt worden.

## Erbauung
Am 31. März 1793 entschieden die Vertreter der US-Behörden, die mit dem Verkauf von bundeseigenem Land im District of Columbia beauftragt waren, das Quadrat 221 an Samuel Davidson zu verkaufen. Davidson starb 1810, sodass seine Söhne und die beiden Töchter sein Eigentum erbten. Richard Cutts erwarb am 3. Oktober 1818 die Parzellen 12, 13, 14 und 15 des Quadrats 221 von den Erben.
Cutts erbaute 1818–1819 das Haus für sich und seine Frau Anna Payne Cutts, der Schwester von Dolley Payne Madison. Das Haus hatte ein Satteldach, Erkerfenster und Schornsteine am nördlichen und südlichen Ende des Hauses. Die Außenseite war ursprünglich grau verputzt. Die Vorderseite des Hauses war zum Lafayette Square gerichtet. Die Parzelle, auf der sich das Haus befand, war weitläufig, mit viel Raum auf allen Seiten. Im Westen und Norden führten unbefestigte Straßen an das Haus, ein großer Garten mit Blumen und Obstbäumen befand sich östlich und südlich des Hauses. Der Garten erstreckte sich im Süden bis zum Tayloe House am südlichen Ende des Blocks. Das Haus galt zu jener Zeit als eines der „prätentiösesten“ Wohnsitze in der Stadt.
Die Stadt ließ 1828 die Straße vor dem Haus schottern.

## Bewohner

### Dolley Madison
Cutts finanzierte den Bau des Hauses mit einer Grundschuld. Die Bank, die die Grundschuld hielt, verkaufte sie am 22. August 1828 für 5750 $ an den ehemaligen Präsidenten James Madison. Als James Madison 1836 starb, ging die Grundschuld an Dolley Madison. Der Tod ihres Ehemannes hinterließ Dolley Madison in einer finanziell schwierigen Position, sodass sie im November 1837 in dem Haus ihren Wohnsitz nahm, um ihre Kosten zu senken. Die Präsidenten James Monroe, John Quincy Adams, Andrew Jackson, Martin Van Buren, William Henry Harrison, John Tyler, James K. Polk und Zachary Taylor besuchten sie in dem Haus, ebenfalls John C. Calhoun, Henry Clay und Daniel Webster. Dolley Madisons finanzielle Schwierigkeiten dauerten jedoch an. Madison war ebenfalls Eigentümerin von Montpelier, dem Landsitz ihres Ehemannes im Piedmont von Virginia. Die Finanzen in Montpelier waren in einem schlechten Zustand und Dolley Madison zog 1839 erneut nach Montpelier, um zu versuchen, den Landsitz zu halten. Sie vermietete das Cutts-Madison House, war jedoch nicht in der Lage Montpelier zu halten. Sie zog 1843 nach Washington zurück und verkaufte Montpelier 1844.
Nach ihrer Rückkehr in das Cutts-Madison House zündeten Brandstifter die Fensterläden auf der Rückseite des Hauses an und Dolley Madison musste von einem Bediensteten in geweckt werden, damit sie sich in Sicherheit bringen konnte. Das Feuer wurde schnell gelöscht, der Schaden an dem Gebäude war nur gering. Mrs. Madison konnte noch in der Nacht in ihr Schlafzimmer zurückkehren.
Dolley Madison lebte in dem Haus am Lafayette Square noch bis zu ihrem Tod am 12. Juli 1849. Ihr einziger Erbe war John Payne Todd aus ihrer ersten Ehe mit dem Rechtsanwalt und Quäker John Todd. Am 3. On April 1851 verkauft Todd das Anwesen an Charles Wilkes.

### Charles Wilkes
Rear Admiral Charles Wilkes erwarb das Haus 1851. Wilkes ließ den Eingang von Madison Place NW nach H Street NW verlegen und ließ die Eingangsveranda an der Westseite des Hauses, die zum Madison Place NW gerichtet war, in ein Fenster umwandeln. Das Satteldach mit den Dachflächen nach Osten und Westen wurde entfernt und durch ein Flachdach ersetzt. Auf der Rückseite wurde ein Nebengebäude errichtet und ein großes Fenster wurde in der Südfassade integriert. Wilkes ließ auch die Fenster im Erdgeschoss vergrößern, sodass sie alle den Fußboden erreichten.
In den 1850er und 1860er Jahren wohnten eine Reihe weiterer nennenswerter Personen in dem Haus. Nachdem William Gore Ouseley zum Sondergesandten für Zentralamerika ernannt wurde, mietete er 1858 das Haus und gab verschwenderische Feste, bevor er sich in seine Zielregion begab. General George B. McClellan verwendete das Haus im Sezessionskrieg nach der Ersten Schlacht am Bull Run vom 26. Juli 1861 an als sein Washingtoner Hauptquartier, bis er dieses Ende Oktober in sein neues Hauptquartier an der Ecke von H Street NW und 15th Street NW – an der Stelle des heutigen Sofitel Lafayette Square Hotels – verlegte. Nach dem Sezessionskrieg war in dem Haus eine kurze Zeit die French Claims Commission untergebracht.
Wilkes verpfändete das Haus 1855. Während der folgenden 15 Jahre ging gas Pfandrecht durch verschiedene Hände, bevor sich George B. Warren das Pfandrecht 1870 sicherte. Nach Warrens Tod 1880 ging es an seine Tochter Phebe Warren Tayloe. Diese starb 1882 und ihre Nichte Elizabeth H. Price hielt nun das Pfandrecht. Price verkaufte es im Dezember 1884 an Edward Tayloe Perry. In der Zwischenzeit überschrieb Charles Wilkes das Haus 1870 an seine Frau und die drei Töchter. Der Admiral starb 1877 und 1886 verkaufte die Wilkes-Familie das Haus für 40.000 $ an den Cosmos Club. Die Summe reichte aus, die von Edward Tayloe Perry gehaltene Grundschuld abzulösen.

### Cosmos Club

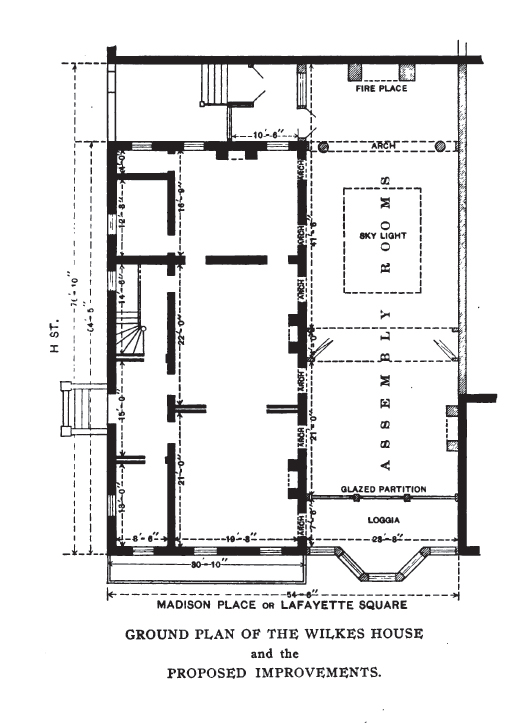
Pläne für die Renovierungen des ersten Stocks des Cutts-Madison House, die der Cosmos Club 1886 durchführte

Der Cosmos Club ließ umgehend die Höhe des dritten Stockes vergrößern, indem das Dach angehoben wurde. Ein großer Versammlungsraum wurde hinzugefügt, indem man einen 7,21 m langen Anbau an der Südseite des Hauses mit Oberlichtern bauen ließ.
Weitere Verbesserungen wurden 1893 vorgenommen. Das Gebäude wurde an das Stromnetz angeschlossen und elektrifiziert, das Heizsystem erweitert und ein vielgenutzter Bereich des Hauses wurde mit einer neuen Ausstattung versehen. Der Anbau mit dem Versammlungssaal wurde um zwei Etagen aufgestockt, wobei im ersten Obergeschoss ein großer Raum und im zweiten Obergeschoss vier Besprechungszimmer eingerichtet wurden. Eine Toilette wurde im obersten Stockwerk des alten Gebäudeteils eingebaut, über der bestehenden Toilette des ersten Obergeschosses. Der Garten an der Ostseite wurde entfernt, und es entstand hier ein dreistöckiger Anbau. Dieser enthielt im Erdgeschoss einen Eingang zum Gebäude von der H Street NW aus, eine Garderobe und eine Verbindungstür zum Versammlungssaal an der Südseite des Gebäudes; der zweite Stock enthielt weitere Besprechungsräume und im dritten Stock entstand ein Konferenzzimmer für die Führung des Clubs. Der Keller des ursprünglichen Gebäudes wurde renoviert und baulich aufgewertet. Es wurde eine Küche, eine Toilette und Zugänge zu dem Anbau geschaffen. Zweck des Anbaus war es, Besuchern (etwa den Mitgliedern der National Geographic Society) die Möglichkeit zu geben, das Gebäude zu betreten und seine Räumlichkeiten zu nutzen, ohne die Mitglieder des Cosmos Clubs zu stören. Die Gesamtkosten für die Renovierungen beliefen sich auf 15.000 $. Geplant und überwacht wurde der Anbau durch Hornblower & Marshall, im Januar 1894 waren die Arbeiten abgeschlossen.
1903 kaufte der Cosmos Club von Henry Reed Rathbone für $33.000 das Anwesen 25 Madison Place NW, das Gebäude direkt südlich des Cutts-Madison House. Dieses Anwesen und ein südlich benachbartes wurden 1909 abgerissen und durch ein fünfstöckiges Gebäude ersetzt.
Der Cosmos Club verließ das Cutts-Madison House 1952 und bezog sein neues Hauptquartier im Townsend Mansion in 2121 Massachusetts Avenue NW. Zu diesem Zeitpunkt erwarb die US-Regierung das Bauwerk und nutzte es als Bürogebäude.

## Bundesbesitz

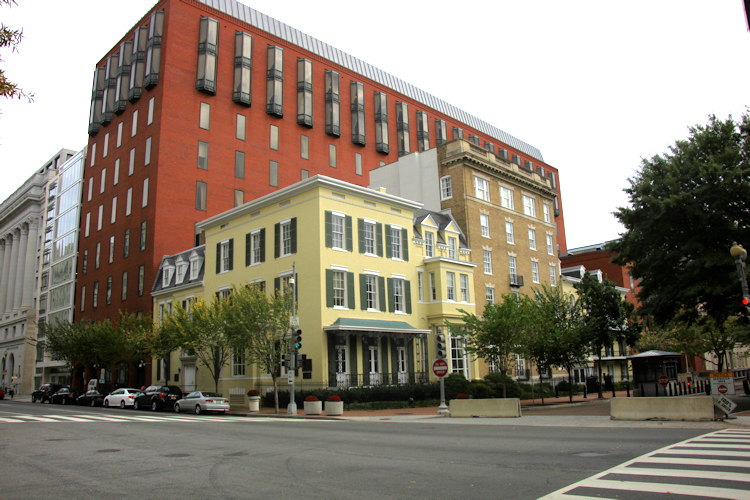
Das Cutts-Madison House (Ecke), mit dem dunkleren Cosmos Club (rechts) und dem National Courts Building (dahinter)

Im Jahr 1900 verabschiedete der Kongress der Vereinigten Staaten eine Entschließung, mit der die U.S. Senate Park Commission gegründet wurde (diese Kommission war auch als „McMillan Commission“ bekannt, weil ihr Senator James McMillan [R-Mich.] vorsaß). Die Aufgabe der Kommission war es, zwischen den konkurrierenden Visionen für die Entwicklung des Hauptstadtbezirks zu vermitteln, speziell bezüglich der National Mall und der daran grenzenden Gebiete. Die Vorschläge der Kommission, die als McMillan Plan bekannt wurden, beinhalteten den Abriss aller Gebäude um den Lafayette Square und deren Ersetzung durch hohe neoklassizistische Bauwerke mit Fassaden aus weißem Marmor, die von verschiedenen Regierungsbehörden genutzt werden sollten. Eine Zeitlang sah es so aus, als würde das Cutts-Madison House nicht erhalten bleiben. Das William Wilson Corcoran gehörende Haus in 1615 H Street NW etwa wurde 1922 niedergerissen und durch die neoklassizistische Zentrale der United States Chamber of Commerce ersetzt. Das Hay-Adams Houses ließ 1927 der Immobilienunternehmer Harry Wardman abreißen und das Hay–Adams Hotel wurde stattdessen erbaut. An der Adresse 1616 H Street NW in der Nähe kaufte das Brookings Institute den rückwärtigen Garten von den privaten Eigentümern des Decatur House und ließ ein achtstöckiges modernes Bürogebäude erbauen. Mehrere Millionen US-Dollar wurden in den 1950er Jahren zur Erstellung von Plänen aufgewendet, nach denen alle Bauwerke an der Ostseite des Lafayette Square eingerissen und durch ein weißes, modernes Bürogebäude ersetzt werden sollten, in dem Regierungsbüros Platz gefunden hätten.
Schon kurz nach der Bekanntgabe dieser Pläne formierte sich Widerstand gegen den Abriss des Cutts-Madison House und weitere Gebäude am Lafayette Square. Die Senatoren James E. Murray und Wayne Morse, mehrere Mitglieder des Repräsentantenhauses und Bürger des District of Columbia wurden aktiv, um die Gesetze aufzuheben, mit denen der Abriss dieser Gebäude genehmigt wurde. Das American Institute of Architects (AIA) widmete die Ausgabe vom Februar 1961 seines Journals einem „Lament for Lafayette Square“. Das AIA rief ein Komitee ins Leben, das Pläne schaffen sollte, mit denen diese Gebäude gerettet und die neuen Bauwerke so angepasst würden, dass sie Stil und Atmosphäre der Altbauten einschlössen.
Die neugewählte Regierung John F. Kennedys deutete am 16. Februar 1961 an, dass sie um die Erhaltung der bestehenden historischen Bebauung am Lafayette Square bestrebt sei. Im November 1961 verlangte das Committee of 100 on the Federal City, eine einflussreiche Gruppe von Honoratioren von Präsident Kennedy, alle verbliebenen historischen Gebäude am Lafayette Square zu erhalten und zu restaurieren. Im Februar 1962 setzte sich First Lady Jacqueline Kennedy beim Direktor der General Services Administration (GSA) Bernard L. Boutin dafür ein, die Demolition zu stoppen und einen anderen Gestaltungsplan zu beschließen. „Die Abrissleute haben noch nicht angefangen, und bis sie das tun, kann es gerettet werden“, schrieb sie. Mrs. Kennedy beauftragte den Architekten John Carl Warnecke, einen Freund ihres Ehemannes, der sich während des Wochenendes in der Stadt aufhielt, ein Design zu schaffen, einen Entwurf anzufertigen, der die neuen Bauwerke und die alten einschließt. Warnecke entwickelte während dieses Wochenendes die Grundkonzeption und arbeitete in den folgenden Monaten eng mit Mrs. Kennedy zusammen, um den Designentwurf zu vervollständigen. Der Entwurf wurde im Oktober 1962 der Öffentlichkeit und der Commission of Fine Arts präsentiert, die über jeden Plan zu entscheiden hatte, und die Kommission entschied sich für den von Mrs. Kennedy unterstützten Designentwurf.
Warneckes Entwurf basierte auf der Architekturtheorie des Kontextualismus, in der moderne Gebäude harmonisiert werden mit den urbanen Formen, die in einer traditionellen Stadt üblich sind. Nach Warneckes Design wurden nicht nur die ersten modernen Gebäude am Lafayette Square errichtet, sondern diese Bauten waren die ersten Gebäude in der Stadt, die Kontextualismus als Designphilosophie nutzten. Warneckes Entwurf für das National Courts Building schuf ein breites, flaches Bauwerk aus rotem Backstein, das einen relativ unaufdringlichen Hintergrund für die helleren Wohnhäuser wie das Cutts-Madison House bildete. Das Cutts-Madison House, das Gebäude des Cosmos Club und das Benjamin Ogle Tayloe House wurden verbunden und ein Hof entstand zwischen ihnen und dem National Courts Building.
Seitdem ist das Cutts-Madison House Bestandteil des National-Courts-Gebäudekomplexes.

## Spukerscheinungen
Seit Mitte des 19. Jahrhunderts wollen Augenzeugen den Geist von Dolley Madison gesehen haben, in einem Schaukelstuhl an der westlichen Seite, wo einst die Eingangsveranda war, den Passanten zulachend.